# Drush
Drush (от Drupal shell) — утилита с интерфейсом командной строки, созданная для управления и администрирования Drupal сайтов., доступна как для Linux, так и для Windows систем. Drush используется многими разработчиками например для скачивания/установки/удаления модулей, установки сайтов на Drupal, применении обновлений модулей в базе данных и многого другого.

## API
Помимо «команд из коробки» drush предоставляет API для определения своих собственных драш команд. Многие популярные контрибные модуля уже имеют поддержку с drush из коробки.

## Статьи
- Статья в LinuxJournal